# Mel Walker
Pour les articles homonymes, voir Walker.
Melvin « Mel » Walker (né le 27 avril 1914 et mort le 9 novembre 2000 à Strongsville dans l'Ohio) est un athlète américain, spécialiste du saut en hauteur.
Il établit un nouveau record du monde de la discipline le 12 août 1937, à Malmö, avec un saut à 2,09 m, améliorant de deux centimètres l'ancienne meilleure marque mondiale détenue par son compatriote David Albritton. Cinq jours plus tôt à Stockholm, il réalisait un saut à 2,08 m. Il remporte les Championnats des États-Unis en 1938.